# Regufe
Regufe es un barrio popular de la ciudad de Póvoa de Varzim, en Portugal, dividido por la Cámara Municipal de Póvoa de Varzim en dos partes, la más pequeña fue incluida en el Bairro Sul y la mayoría está incluida en la Matriz/Mariadeira. Otra parte de Regufe siempre perteneció a Vila do Conde.
El barrio se sitúa en la zona interior sur de la ciudad, que se caracteriza por sus diferentes topologías y poco desarrollo, de carácter casi exclusivamente residencial y con pequeños aglomerados urbanos.
Regufe era una antigua localidad entre Vila do Conde y Póvoa de Varzim con nombre de origen suevo, es también un barrio tradicional que tiene por colores el verde y el rojo y por símbolo el Faro de Regufe. El Grupo Recreativo Regufe fue constituido en 1988.
Regufe forma parte de una área de la ciudad poco desarrollada (el interior sur) que incluye lugares como São Brás, Penalves y Gândara.

## Patrimonio
- Faro de Regufe